# Vương quốc Đại Anh
Vương quốc Đại Anh (tiếng Anh: Kingdom of Great Britain) là một phần của Vương quốc Liên hiệp Anh và Bắc Ireland nằm hoàn toàn trên Đại Anh (Great Britain). Vương quốc Đại Anh do đó, bao gồm ba nước (country) là Anh (England), Scotland, Wales, với lại những quần đảo Scilly, Hebride, Orkney và Shetland, nhưng không bao gồm Đảo Man hoặc Quần đảo Eo biển (Channel Islands).
Giữa những năm 1707 – 1800 nó là vương quốc ở Tây Âu đóng đô ở Luân Đôn. Nó được thành lập do Đạo luật Liên hiệp năm 1707  và được thay bởi Vương quốc Liên hiệp Anh và Ireland năm 1801 khi Vương quốc Ireland bị sáp nhập vào do Đạo luật Liên hiệp năm 1800, sau cuộc nổi loạn Ireland năm 1798 bị đàn áp.

## Từ nguyên
Tên này bắt nguồn từ tiếng Latinh Britannia hoặc Brittānia, có nghĩa là vùng đất của người Briton Celt, vốn được Đế quốc La Mã sử dụng để chỉ tỉnh Anh từ thế kỷ I CN. Từ này được đưa vào tiếng Anh thông qua tiếng Pháp cổ là Bretaigne (tiếng Pháp hiện đại: Bretagne) và Tiếng Anh trung cổ là Bretayne, Breteyne. Thuật ngữ Kingdom of Great Britain, tức Vương quốc Đại Anh, lần đầu tiên được sử dụng chính thức vào năm 1474.
Trước Britain, việc sử dụng từ Great có nguồn gốc từ tiếng Pháp và Bretagne đã được sử dụng ở cả Britain và khu vực Bretagne của người Breton. Do đó, người Pháp đã phân biệt hai khu vực này và gọi của Anh là la Grande Bretagne, và sự khác biệt này sau đó được phản ánh bằng tiếng Anh.

## Lịch sử
Anh trước thế kỷ 18 và sau năm 1707 đã trở thành một cường quốc thực dân có ảnh hưởng thế giới và là đối thủ chính của Pháp trong cuộc cạnh tranh thuộc địa. Sau năm 1707, các thuộc địa hải ngoại của Anh mở rộng nhanh chóng ở châu Mỹ, Phi và Ấn Độ, và sớm trở thành trụ cột của nền kinh tế và dân số của Đế quốc Anh.

### Thống nhất
Sự hợp nhất chính trị của vương quốc là một chính sách quốc gia quan trọng của Nữ vương Anne, khiến triều đại Stuart của hai vương quốc trước đây trở thành triều đại đầu tiên của Vương quốc Liên hiệp Anh. Năm 1706, Đạo luật Liên minh đã diễn ra suôn sẻ trong các cuộc đàm phán giữa Quốc hội Anh và Scotland, và sau đó hai quốc hội từng phê chuẩn hiệp ước thông qua các dự luật riêng biệt. Đạo luật có hiệu lực vào ngày 1 tháng 5 năm 1707, khi các quốc hội độc lập của Anh và Scotland sáp nhập để tạo thành một Vương quốc Đại Anh thống nhất. Nữ hoàng Anne trở thành Nữ hoàng đầu tiên của Vương quốc Liên hiệp Anh. Scotland đã gửi 45 nghị sĩ tham gia Quốc hội mới của Anh cùng với tất cả các nghị sĩ Anh.

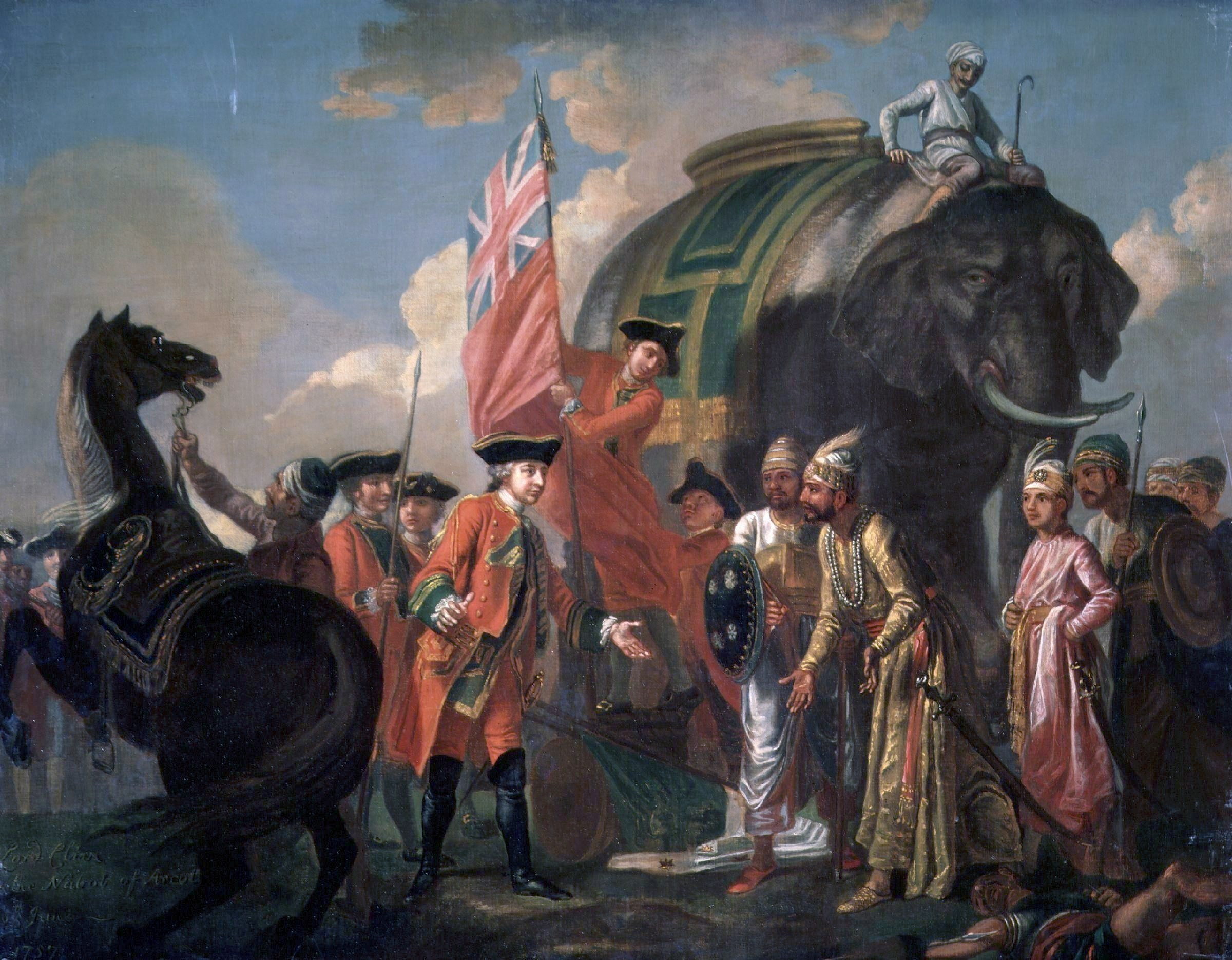
Lord Clive của Công ty Đông Ấn gặp đồng minh Mir Jafar sau chiến thắng quyết định của họ tại trận Plassey năm 1757

### Đệ Nhất Đế quốc

#### Chiến tranh Kế vị Tây Ban Nha
Vào ngày 1 tháng 11 năm 1700, Carlos II của Habsburg thuộc Tây Ban Nha băng hà, trong di chúc của mình, ông đã để lại danh hiệu vua Tây Ban Nha cho cháu trai của vua Pháp, Công tước Philipe V của Anjo, và cầu hôn với một phụ nữ Pháp. Triển vọng thống nhất với Tây Ban Nha và các thuộc địa của nó. Điều này là không thể chấp nhận được đối với các cường quốc châu Âu khác. Nhà Habsburg của Áo tin rằng ngai vàng Tây Ban Nha nên được thừa kế bởi Charles VI của Pháp, người cũng là người thuộc gia tộc Habsburg, và tích cực tìm kiếm đồng minh để tuyên chiến với Pháp. Năm 1701, chiến tranh Kế vị Tây Ban Nha nổ ra và Vương quốc Đại Anh, Bồ Đào Nha và Cộng hòa Hà Lan đứng về phía Đế quốc La Mã Thần thánh, chiến đấu chống lại Tây Ban Nha và Pháp. Năm 1707, Anh và Scotland sáp nhập vào Vương quốc Liên hiệp Anh và vẫn còn trong chiến tranh. Cho đến năm 1714, Pháp và Tây Ban Nha đã đánh bại và ký Hiệp ước Utrecht, Philip V từ bỏ quyền của con cháu ông và ngai vàng của mình và Tây Ban Nha mất vị thế trong các đế quốc tại châu Âu. Mặc dù Tây Ban Nha vẫn duy trì các thuộc địa lớn của mình ở châu Mỹ và Philippines, nhưng cuộc chiến đã làm suy yếu đáng kể sức mạnh quốc gia của Tây Ban Nha. Và Đế quốc mới của Anh đã mở rộng lãnh thổ của mình kể từ năm 1707, với việc Anh chiếm Newfoundland và Arcadia từ Pháp và đã giành được Gibraltar và Menorca từ Tây Ban Nha. Do đó, Gibraltar đã trở thành một căn cứ hải quân quan trọng cho Vương quốc Đại Anh và tiếp tục cho đến ngày nay, cho phép Vương quốc Đại Anh kiểm soát kênh quan trọng giữa Địa Trung Hải và Đại Tây Dương, Eo biển Gibraltar.
Vào ngày 1 tháng 11 năm 1700, Carlos II của Tây Ban Nha qua đời, trong di chúc của mình, ông để lại tước hiệu vua Tây Ban Nha cho cháu trai của vua Pháp, Felipe V, Công tước xứ Anjou, đề xuất triển vọng thống nhất hai nước. Pháp với Tây Ban Nha và các thuộc địa của nó. Điều này không được các cường quốc châu Âu khác chấp nhận, triều đại Habsburg của Áo cho rằng ngai vàng của Tây Ban Nha nên được Đại công tước Karl VI của Áo, cũng là người thuộc hoàng tộc Habsburg, kế thừa, do đó tích cực tìm kiếm đồng minh để tuyên chiến với Pháp. Năm 1701, Chiến tranh Kế vị Tây Ban Nha bùng nổ, Vương quốc Đại Anh, Bồ Đào Nha và Cộng hòa Hà Lan đứng về phía Thánh chế La Mã chống lại Tây Ban Nha và Vương quốc Pháp. Năm 1707, Anh và Scotland sáp nhập vào Vương quốc Đại Anh và vẫn trong tình trạng chiến tranh. Cho đến năm 1714, Pháp và Tây Ban Nha bị đánh bại và ký Hòa ước Utrecht, Felipe V từ bỏ quyền kế vị ngai vàng của mình và con cháu, Tây Ban Nha mất vị trí trong đế quốc châu Âu. Mặc dù Tây Ban Nha vẫn duy trì các thuộc địa rộng lớn của mình ở châu Mỹ và Philippines, nhưng cuộc chiến đã làm suy yếu sức mạnh quốc gia của Tây Ban Nha một cách không thể đảo ngược và đáng kể. Đế quốc Anh mới tiếp tục mở rộng lãnh thổ sau năm 1707, chiếm Newfoundland và Acadia từ Pháp, Gibraltar và Menorca từ Tây Ban Nha. Do đó, Gibraltar đã trở thành một căn cứ hải quân quan trọng của Anh và tiếp tục cho đến ngày nay, trao cho Anh quyền kiểm soát Eo biển Gibraltar, một tuyến đường thủy quan trọng giữa Địa Trung Hải và Đại Tây Dương.

#### Chiến tranh Bảy năm
Chiến tranh kéo dài 7 năm bắt đầu vào năm 1756 là cuộc chiến đầu tiên trong lịch sử lan rộng trên toàn cầu. Anh chiến đấu ở châu Âu, Ấn Độ, Bắc Mỹ, Caribe, Quần đảo Philippine và bờ biển châu Phi. Năm 1763, Pháp lại bị đánh bại và Hiệp định Paris mà họ ký kết là một biểu tượng quan trọng của cuộc diễu hành của Anh tới Đế quốc Anh. Trong hợp đồng, lãnh thổ rộng lớn của Pháp ở Bắc Mỹ, Tân Pháp, đã được nhượng lại cho Vương quốc Đại Anh, bao gồm một khu vực tập trung nhiều người nói tiếng Pháp và Tây Ban Nha nhượng Florida cho Vương quốc Đại Anh. Kết quả là, Anh đánh bại Pháp trong cuộc đấu tranh thuộc địa và trở thành lực lượng thực dân thống trị trên thế giới.

## Quân chủ

Phù hiệu áo giáp của Nhà Hannover

### Nhà Stuart
- Anne (1707–1714) (trước đây là Nữ vương Anh, Nữ vương Scotland, và Nữ vương Ireland từ năm 1702)

### Nhà Hanover
- George I (1714–1727)
- George II (1727–1760)
- George III (1760–1801) (tiếp tục làm vua của Anh cho đến khi qua đời vào năm 1820)